# Chrysops nigricorpus
Chrysops nigricorpus är en tvåvingeart som beskrevs av Lutz 1911. Chrysops nigricorpus ingår i släktet Chrysops och familjen bromsar. Inga underarter finns listade i Catalogue of Life.